# Kościół św. Apostołów Piotra i Pawła w Gdańsku Jelitkowie
Kościół św. Piotra i Pawła w Gdańsku – rzymskokatolicki kościół parafialny znajdujący się w Gdańsku-Jelitkowie. Wchodzi w skład dekanatu Gdańsk-Przymorze.

## Historia
- 1925 - Powstanie kaplicy św. Piotra[1].
- Październik 1926 - Poświęcenie kaplicy, przez ks. Franciszka Berenta, proboszcz parafii katedralnej. Początkowo posługę w niej pełnili księża z Oliwy.
- 1959 - Kaplica uzyskała status kościoła rektorskiego[2].
- 1 listopada 1965 - Biskup Edmund Nowicki erygował parafię św. Apostołów Piotra i Pawła[1].
- 1975-1991 - Budowa kościoła, wg projektu Eugeniusza Baranowskiego, obok kaplicy.
- 1979 - Rozbiórka kaplicy.
- 1991 - w ołtarzu głównym umieszczono gipsową płaskorzeźbę autorstwa Ryszarda Kaczora przedstawiająca Ostatnią Wieczerzę.
- 29 czerwca 1991 - Konsekracja kościoła, której dokonał abp Tadeusz Gocłowski.
- 2000 - na chórze zainstalowano 31-głosowe organy, a na wolnostojącej dzwonnicy obok kościoła trzy dzwony: Maryja, Piotr i Jan Paweł II.